# Waldemar Kozuschek
Waldemar Aloisius Kozuschek (* 10. Mai 1930 in Gleiwitz, Oberschlesien; † 10. August 2009 in Witten) war ein deutscher Chirurg. Er galt als Experte für Nierentransplantation.

## Leben
Im Oberschlesischen Industriegebiet wurde Waldemar Kozuschek in eine Bergmannsfamilie geboren. Er studierte an der Universität Breslau Medizin. Er erhielt 1954 das Abschlussdiplom. Mit einer Doktorarbeit über Johannes Solfa wurde er 1962 promoviert. Er war an den Städtischen Kliniken Breslau sowie an der Chirurgischen Abteilung der Medizinischen Akademie Breslau tätig. Nach Studienaufenthalten in Utrecht, Rochester (New York) und Philadelphia folgte die Spezialisierung auf das Fachgebiet der Nierentransplantation. Er habilitierte sich 1970 in Kattowitz; Gutachter der Habilitationsschrift war Wiktor Bross. Da ihm die polnischen Behörden eine offizielle Ausreise verwehrten, flüchtete er 1970 mit der Familie über Jugoslawien in die Bundesrepublik Deutschland. Zunächst war er am Universitätsklinikum Bonn tätig. Seine Umhabilitation 1972 erfolgte mit einer Schrift über Johann von Mikulicz.
1975 erhielt er einen Ruf auf die Professur für Chirurgie an die neue Medizinischen Fakultät der Ruhr-Universität Bochum und übernahm als Chefarzt, ab 1978 zudem Direktor, die Chirurgische Universitätsklinik des Knappschaftskrankenhauses Bochum-Langendreer. Unter seiner Leitung erhielt die Klinik zunehmend universitäres Profil. Ab 1993 konnte das Transplantationszentrum Bochum aufgebaut werden. Neben der Nierentransplantation (1993) erfolgten Pankreastransplantationen (1994) und auch eine erste Lebertransplantation (1995).
Kozuschek hat über 300 wissenschaftliche Arbeiten publiziert. In seiner Klinik erhielten sieben Kollegen den Professorentitel, zehn habilitierten sich und über sechzig graduierten zum Doktor der Medizin. Als das Kriegsrecht in Polen 1981–1983 verhängt war, kamen auch zwei polnische Ärzte aus Łódź und Katowice in die Bochumer Klinik. Für sein Werk wurde Kozuschek mehrfach mit Ehrendoktorwürden sowie mit der Ehrensenatorwürde der Universität Breslau ausgezeichnet.
Kozuschek förderte über viele Jahre den Austausch zwischen deutschen und polnischen Chirurgen, insbesondere zwischen den Universitäten in Bochum und Breslau. Zum 100. Todestag von Johann von Mikulicz erschien 2005 die von Kozuschek verfasste polnisch-deutsche Biografie. Monumental und von unschätzbarem Wert ist seine zweisprachige Geschichte der Breslauer Universitätsmedizin (2002).
Bei seiner feierlichen Verabschiedung (1996) wurde er mit einem Fackelzug geehrt. Seit seiner Emeritierung wird von seinen Schülern in Chefarztposition jeweils im Mai eine wissenschaftliche Veranstaltung unter dem Titel „Langendreer-Treff für Chirurgie“ organisiert.
Die Trauerfeier war im Bochumer Kloster Stiepel. Beigesetzt ist er in Breslau.

## Werke
- Historia Wydzialów Lekarskiego i Farmaceutycznego Uniwersytetu Wrocławskiego oraz Akademii Medycznej we Wrocławiu w latach 1702–2002. – Geschichte der Medizinischen und Pharmazeutischen Fakultäten der Universität Breslau sowie der Medizinischen Akademie Wrocław in den Jahren 1702–2002. Wydawnictwo Uniwersytetu Wrocławskiego, Wrocław 2002.

## Ehrungen
- Honorarprofessor der Universität Lemberg (1990)
- Ehrensenator der Universität Breslau (2005)
- Ritterkreuz des Verdienstordens der Republik Polen (2007)
- Ehrendoktorate 
  - Universität Lemberg (1991)
  - Universität Breslau (1995)